# Borki (Gołuszyn)
Borki – kolonia wsi Gołuszyn w Polsce położona w województwie mazowieckim, w powiecie żuromińskim, w gminie Bieżuń.
W latach 1975–1998 miejscowość należała administracyjnie do województwa ciechanowskiego.